# Sempervivum ingwersenii
Sempervivum ingwersenii är en fetbladsväxtart som beskrevs av Wale. Sempervivum ingwersenii ingår i släktet taklökar, och familjen fetbladsväxter. Inga underarter finns listade i Catalogue of Life.

## Bildgalleri

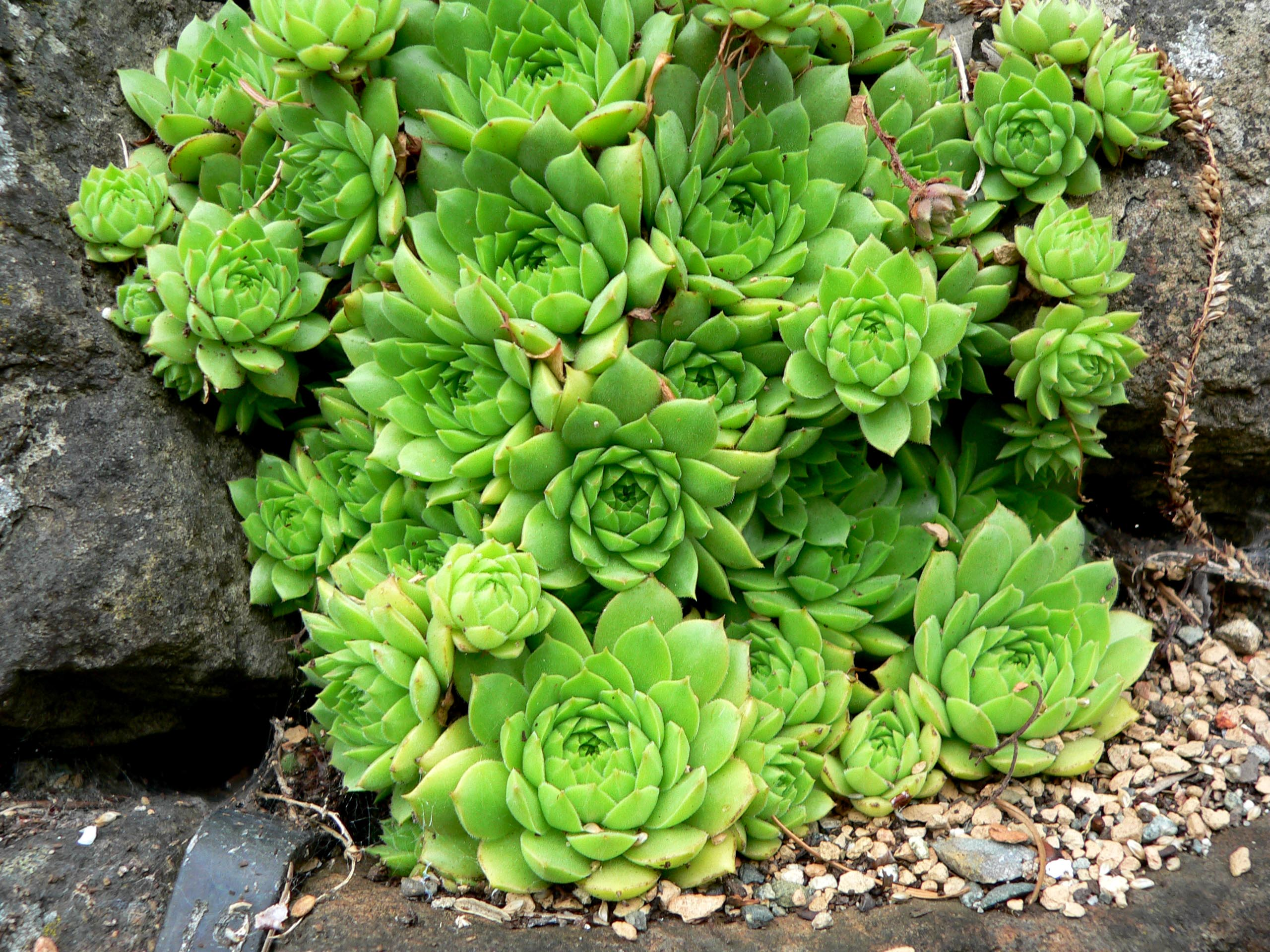